# Jainosaurus
Jainosaurus là một chi khủng long, được Hunt Lockley S. Lucas & C. Meyer mô tả khoa học năm 1995.